# Rubén Trenzano Juan
Rubén Trenzano Juan (L'Orxa, 2 de febrer de 1976) és un polític valencià. Es va llicenciar en Filologia Catalana per la Universitat de València l'any 2000, i va treballar com a cap de l’Àrea de Formació Lingüística de la Universitat de València des de 2004 fins a 2015. L'any 2015 entrà al Consell del Botànic com a director general de Política Lingüística i Gestió del Multilingüisme, un càrrec que va ocupar fins al 2023.
Trenzano va fer l'anomenat decret de plurilingüisme, que acabava amb el sistema de línies en valencià i línies en castellà que s'havia implementat arran de la Llei d'ús i ensenyament del valencià de l'any 1983.
Durant el seu mandat l'any 2017 en la Conselleria d'Educació junt amb Vicent Marzà es va dur a terme la campanya "Sempre teua, la teua llengua". Tot i la millora del coneixement del valencià durant el seu mandat, el seu ús va decréixer. Trenzano va crear els Criteris lingüístics de l'Administració de la Generalitat que van causar polèmica, en no seguir les formes aconsellades per l'Acadèmia Valenciana de la Llengua. A més a més, Trenzano anuncià el requisit lingüístic per al personal sanitari, per a una tercera legislatura del govern del Botànic que mai es produiria.
Els jutges van imputar a Rubén Trenzano per la causa sobre les ajudes al germà de Ximo Puig que es va acabar arxivant el 2023.